# Hertogdom Beieren-Ingolstadt
Het hertogdom Beieren-Ingolstadt was een deelhertogdom van het hertogdom Beieren dat bestond van 1392 tot 1447.
Het hertogdom ontstond na de dood Stefan II, de laatste hertog van Neder-Beieren. In 1375 regeerden zijn drie zoons over het gebied. Na de dood van Otto V van het Opper-Beieren verdeelden zijn zonen in 1392 de bezittingen tijdens de derde Beierse deling waarbij Stefanus III Beieren-Ingolstadt kreeg.
Beieren-Ingolstadt was een kunstmatige creatie, dat uit drie verschillende delen bestond: het westelijk deel met de steden Ingolstadt, Gundelfingen, Lauingen, Höchstädt, Rain, Neuburg, Aichach, Monheim, Schrobenhausen en Friedberg, het zuidelijk deel met de steden Wasserburg, Kufstein, Kitzbühel en Rattenberg, en de pandschappen in de Opper-Palts met de steden Hilpoltstein, Lauf, Hersbruck en Weiden.
Na het uitsterven van Beieren-Straubing in 1425 werd dit gebied in 1429 verdeeld. Daarbij werd een kwart ervan met de steden Dingolfing en Schärding bij Beieren-Ingolstadt gevoegd. Na het uitsterven van Beieren-Ingolstadt in 1447 werd het gebied bezet en ingelijfd door Beieren-Landshut. Het gerecht Zwaben was in 1421 al bezet door Beieren-München.

## Regenten
| regering    | naam          | geboren    | overleden  | familie            |
| ----------- | ------------- | ---------- | ---------- | ------------------ |
| 1392-1413   | Stefanus III  | 1337       | 25-09-1413 | zoon van Stefan II |
| 1413-1441/3 | Lodewijk VII  | 20-12-1365 | 01-05-1447 | zoon               |
| 1441/3-1445 | Lodewijk VIII | 01-09-1403 | 07-04-1445 | zoon               |